# Alosno
Alosno is een gemeente in de Spaanse provincie Huelva in de regio Andalusië met een oppervlakte van 191 km². In 2007 telde Alosno 4409 inwoners.